# François Boulay (scénariste)
Pour les articles homonymes, voir François Boulay et Boulay.
François Boulay est un auteur et scénariste québécois.

## Biographie
François Boulay détient un diplôme de l'École nationale de théâtre du Canada et un baccalauréat en arts de l'Université du Québec à Montréal (UQAM).
Il coscénarise le film québécois C.R.A.Z.Y avec Jean-Marc Vallée. Le scénario aborde plusieurs thèmes, dont la religion, l'homosexualité et la famille. Il est en partie inspiré de sa vie.

## Œuvres
- Collaborateur pour le film C.R.A.Z.Y.
- Scénariste pour la série télévisée Les Grands Procès
- Collaborateur au téléroman Providence
- Divers textes pour les émissions jeunesse Cornemuse, Bouledogue Bazar, Bibi et Geneviève, Madame Croque-Cerise, Les Débrouillards, Les Intrépides, Spirou et Fantasio, Toc toc toc, Tactik, etc.
- Divers textes pour les émissions de radio telles que Le mentor, Soir de pleine lune, Décalage horaire, La fugue et L'Arizona